# モエ・エ・シャンドン
モエ・エ・シャンドン（仏: Moët & Chandon）は、フランスのエペルネーに本社を置く世界有数の規模を誇るシャンパン製造会社、あるいは同社が製造するシャンパンのブランド名。
創業年は1743年。LVMHグループに属し、傘下に最高級シャンパンで有名なドン・ペリニヨンを有する。1200ヘクタールほどの自社ブドウ畑と3000ヘクタール相当の買いブドウから、毎年200万ケース以上のシャンパンを出荷する。

## 歴史
1743年、クロード・モエがシャンパーニュ地方からパリまで船積みワインにしたのが始まりである。
時の支配者ルイ15世はスパークリングワインの需要が伸びていることに注目して、モエに18世紀末までに欧州全土やアメリカ向けの輸出用飲料として、直ちに生産を拡大させるように命じた。
クロードの孫ジャン・レミ・モエはトーマス・ジェファーソンやナポレオン・ボナパルトといった選ばれた顧客に対して国際的なケータリングが重要と考え、彼らの家まで運んだ。シャンドンというのは、その後ジャンの後を継いだ娘婿の名字である。
1985年頃から1999年までF1世界選手権の公式サプライヤーとなり、表彰台でのシャンパンファイトに使用された。
2016年からマクラーレンのスポンサーとしてCHANDONロゴをつけ、17年ぶりにF1との関わりを再開した。
ロックバンドクイーンの代表曲「キラー・クイーン」にも登場する。